# Ántissa
Ántissa (Antissa) är en ort i Grekland.   Den ligger i prefekturen Nomós Lésvou och regionen Nordegeiska öarna, i den östra delen av landet, 240 km nordost om huvudstaden Aten. Ántissa ligger 265 meter över havet och antalet invånare är 908. Den ligger på ön Lesbos.
Terrängen runt Ántissa är kuperad. Runt Ántissa är det ganska glesbefolkat, med 30 invånare per kvadratkilometer. Närmaste större samhälle är Kalloní, 19,6 km öster om Ántissa. Trakten runt Ántissa består till största delen av jordbruksmark.